# Shay Given
Séamus John James Given (Lifford, 20 de abril de 1976) é um ex-futebolista irlandês que atuava como goleiro.

## Carreira

### Início
Given jogou no clube local da cidade, Lifford Celtic, até aos 15 anos. Entretanto, durante um tour feito pelo Celtic à Irlanda quando Given tinha 14 anos, foi convidado a juntar-se ao clube. Assinou por este aos 16 anos.
Jogou assim por dois anos na equipa sub-18 do Celtic, tendo o seu ponto alto pela equipa principal quando entrou na partida contra o Rangers, no primeiro dia de 1994, na qual perdeu por 4-2.

### Blackburn Rovers
Given transfere-se para o Blackburn em 1994 pelas mãos do técnico e dirigente Kenny Dalglish. Apesar das suas atuações notáveis quando teve as primeiras oportunidades de surgir, foi incapaz de se impôr na baliza contra o internacional inglês Tim Flowers, acabando por jogar só por duas ocasiões.
Foi assim emprestado ao Swindon Town em 1995 e depois ao Sunderland em 1996. Neste último, Shay conseguiu manter a baliza inviolável em 16 dos 17 jogos que realizou. Recebeu portanto uma medalha da contemporânea Division One (actual League Championship), pelo facto de ter realizado mais de 10 encontros pelo clube durante o período de empréstimo.

### Newcastle United
Given transfere-se para o Newcastle United em 1997, de novo pelas mãos do manager Dalglish, responsável pelo Newcastle na altura. Shay logo marcou a sua posição como titular na equipa principal, ultrapassando os companheiros Pavel Srníček, Shaka Hislop e Steve Harper. Participou no final da Copa da Inglaterra em 1998 e falhou a final da mesma competição no ano seguinte, sendo substituído por Steve Harper até ao final da temporada de 1999-00.
Shay voltou a perder o lugar para Harper, só que desta vez, mais em sinal de protesto do que própria vontade, fez um pedido de transferência à direcção. Ao mesmo tempo que isto ocorria, Harper lesionou-se durante um treino. Shay recuperou assim a posição de titular.
Na temporada de 2001-02 Given jogou todos os 34 jogos na Premier League, o que lhe valeu a nomeação na Equipa do Ano da mesma competição e a chamada para o Campeonato do Mundo de 2002 pela Irlanda, não conseguindo evitar a derrota contra a Espanha em grandes penalidades.
No dia 30 de Abril de 2003, Given tornou-se o jogador mais chamado à equipa quando atingiu o 41º jogo da época, ultrapassando o antigo recorde de Alf McMichael. Na altura bateu também o recorde de mais aparições consecutivas na Premier League, sendo agora Frank Lampard o detentor desse recorde.
As suas actuações consistentes levaram-no a ser eleito pela segunda vez para a Equipa do Ano, na época 2005-2006.
No início da época 2006-2007, Shay Given renovou o seu contrato com o Newcastle, marcando assim a intenção de finalizar a sua carreira nos Magpies. No dia 17 de Setembro de 2006 Given sofre uma lesão grave nos intestinos depois de uma chegada do atacante do Marlon Harewood do West Ham. Given voltou aos relvados no dia 18 de Novembro numa atuação impressionante contra o Arsenal.

### Manchester City
Em 1 de fevereiro de 2009, foi anunciada sua contratação por parte do Manchester City. No subsequente conferência da imprensa, ele criticou a gestão do Newcastle não dura o suficiente para tentar mantê-lo no clube. He também disse:"Eu também achava que eu deveria estar em um clube onde se deve ser um desafio para títulos. Tenho uma curta carreira , e eu não quero terminar a minha carreira e acho que depois que eu lamento é não aproveitar esta oportunidade em aderir Manchester City ". Mais tarde, na entrevista ele também mencionou que ele acreditava "que o clube iria decolar. Tendo mantido uma folha limpa em um homem de igualar o desempenho em sua estréia, uma vitória 1-0 contra o Middlesbrough, em 7 de fevereiro.

## Seleção Irlandesa
Dada representou a República da Irlanda a nível da juventude antes de ganhar cinco internacionalizações pela República da equipe nacional Ireland sub-21. Embora ele não se tornou um jogador da equipe em primeiro lugar regular para o Blackburn Rovers, performances é dado quando esteve emprestado ao Swindon e Sunderland levou a ser chamado para a selecção da República da Irlanda, em 1996. Ele fez sua estréia para a equipe nacional em 27 de março de 1996 , em um jogo contra a Rússia. Embora a Irlanda não se classificou para a Copa do Mundo da FIFA 1998 ou UEFA Euro 2000, Dado se estabeleceu como goleiro titular. Ele jogou em todos os jogos do seu país na Copa do Mundo da FIFA de 2002. Com empates contra Camarões e Alemanha e uma vitória por 3-0 contra a Arábia Saudita, a equipe alcançou a segunda rodada da competição. Reunião Espanha na fase eliminatória, Irlanda forçado penalidades com o placar em 1-1 no final do tempo extra. Três pênaltis perdidos para a Irlanda terminou a sua participação no torneio, e da Espanha avançou para a próxima rodada.
Dada era parte da equipe para a maioria da campanha de qualificação para o Campeonato do Mundo de 2006; no entanto um empate com a Suíça destinado a Irlanda não se classificou para as finais da competição na Alemanha. Ele igualou o recorde de 80 tampas contra a Eslováquia de Packie Bonner em 28 de Março de 2007. Dado obteve sua 100ª internacionalização contra Montenegro no Croke Park, Dublin em 14 de Outubro de 2009, em um jogo de Copa do Mundo da FIFA 2010. Irlanda alcançou um qualificação play-off contra a França, mas foram controversa eliminado por um gol depois de Thierry Henry segurou a bola.
Dada era parte da equipe que garantiu a qualificação para o UEFA Euro 2012 com uma vitória play-off contra a Estônia. Dado jogado no campeonato Euro 2012 como a Irlanda foram eliminados na fase de grupos.Ele dá a todos os seus honorários de jogo internacionais para a caridade.

### Aposentadoria, retorno e segunda aposentadoria
Em 13 de agosto de 2012, Dado anunciou no Twitter sua decisão de se aposentar do futebol internacional, descrevendo-o como uma experiência inesquecível para jogar pelo seu país. Dado aposentado segurando o recorde para o irlandês que mais atuou, embora Robbie Keane estava se fechando sobre o registro. Devido à falta de tempo de jogo com o seu clube Aston Villa de Dada, houve especulações de que ele iria tornar-se disponível para a seleção como parte do 2014 FIFA World Cup campanha de qualificação da Irlanda. Em 14 de Janeiro de 2013, foi anunciado que Dado foi mais uma vez disponível para seleção internacional. Em 30 de agosto de 2014, ainda não ter jogado um jogo da liga com o Aston Villa, três jogos na temporada 2014-15 Premier League, foi selecionado por Martin O'Neill em seu elenco 27 jogadores para um amistoso contra o Omã e Irlanda do primeiro Euro 2016 qualifier na Geórgia. Ele veio depois de uma ausência internacional de dois anos, depois de se aposentar após a decepcionante Euro 2012, em que a Irlanda não conseguiu passar da fase de grupos. Ele foi um dos quatro goleiros no elenco. Em 2 de setembro de 2014, Dado fez sua primeira partida para a Irlanda desde o Euros em uma vitória por 2-0 sobre Omã. No entanto, ele não começou contra a Geórgia no primeiro jogo competitivo de O'Neill com David Forde recebendo o aceno. Irlanda venceu por 2-1 em Tbilisi, graças a uma cinta de Aiden McGeady. Em 18 de Novembro de 2014, Dado começou a vitória por 4-1 sobre os Estados Unidos em Dublin. Em 29 de março de 2015, Dado recuperou o seu lugar na partida line-up para o qualificador fundamental Euro 2016 contra a Polônia. O jogo terminou 1-1 com Shane Long marcando um último empate minuto. Em 8 de outubro de 2015, Dado sofreu uma lesão no joelho e teve de ser maca fora após 44 minutos contra de 2014, vencedor da Taça do Mundo da FIFA Alemanha no que acabou por ser uma noite memorável para a Irlanda como eles prevaleceu com uma vitória por 1-0. Em 31 de Maio de 2016, Dado se tornou jogador mais antigo da Irlanda depois de aparecer na derrota em casa por 2-1 à Bielorrússia. Ele eclipsada recorde de 19 anos e 202 dias Johnny Giles e se tornou o primeiro irlandês a jogar por seu país durante 20 anos ou mais. Ele foi selecionado no 23-man squad Irlanda para o Euro 2016, mas não dispõem de qualquer jogo no torneio. 
Em 28 de Julho de 2016, Dado anunciou sua aposentadoria do futebol internacional para a segunda e última vez.

## Títulos

### Sunderland
- Football League First Division: 1995-96

### Newcastle United
- Copa Intertoto da UEFA: 2006

### Manchester City
- FA Cup: 2011

### Seleção Irlandesa
- Copa das Nações: 2011